# Miedwieżje (rejon chomutowski)
Miedwieżje (ros. Медвежье) – wieś (ros. деревня, trb. dieriewnia) w zachodniej Rosji, w sielsowiecie pietrowskim rejonu chomutowskiego w obwodzie kurskim.

## Geografia
Miejscowość położona jest nad rzeką Suchaja Amońka, 9 km od centrum administracyjnego sielsowietu pietrowskiego (Pody), 24 km od centrum administracyjnego rejonu (Chomutowka), 94,5 km od Kurska.
W granicach miejscowości znajduje się 35 posesji.

## Demografia
W 2010 r. miejscowość zamieszkiwała 1 osoba.